# Stubbe – Von Fall zu Fall: Verhängnisvolle Freundschaft
Verhängnisvolle Freundschaft ist ein deutscher Fernsehfilm von Maris Pfeiffer aus dem Jahr 2006. Es handelt sich um den dreißigsten Filmbeitrag der ZDF-Kriminalfilmreihe Stubbe – Von Fall zu Fall mit Wolfgang Stumph in der Titelrolle.

## Handlung
Kommissar Stubbe wird zum Hamburger Hafen gerufen, wo die Geschäftsfrau Magdalena Ewers neben ihrem Lieferwagen erschlagen aufgefunden wurde. Sie war früher einmal selber Polizistin, hatte aber seit einiger Zeit zusammen mit Anne Weingärtner ein kleines Cafe betrieben, die sich vom Tod ihrer Geschäftspartnerin betroffen zeigt. Von ihr erfahren Kommissar Stubbe und sein Kollege Zimmermann, dass Ewers in einem Gospelchor gesungen hatte und mit dem Chorleiter Uwe Diepenbrock befreundet war. Als Stubbe den Mann befragt, zeigt er sich sehr abweisend und wenig kooperativ. Sein Freund Ingo Mertens, der ebenfalls im Chor singt und somit auch das Opfer gut kannte, erklärt dem Kommissar Diepenbrock Verhalten damit, weil dieser in der Vergangenheit keine gute Erfahrung mit der Polizei gemacht hätte. Stubbe recherchiert deshalb in dem alten Fall, bei dem Diepenbrocks kleiner Sohn verschwunden war und die Polizei ihn bis heute nicht gefunden hat. Dies hätte Diepenbrock bis heute nicht verwunden und kein Vertrauen mehr zur Polizei.
Derweil benimmt sich der Musiker Karsten Schmidt sehr auffällig. Er ist ein Jugendfreund des Opfers und schuldete Ewers angeblich noch Geld. Als die Polizei ihn befragen will entzieht er sich durch Flucht und wird kurze Zeit später dabei ertappt, wie er sich in Ewers Cafe-Kasse bedienen will. Beim Verhör stellt sich dann heraus, dass er zum Zeitpunkt des Mordes an Magdalena Ewers ein Alibi hat, da er in diesem Zeitraum eine Tankstelle überfallen hat, was ein Überwachungsvideo auch belegt.
So konzentriert sich Stubbe wieder auf den Fall Diepenbrock, weil er nach wie vor das Gefühl hat, dass hier auch der Schlüssel zum Mord an Ewers zu finden ist. Damit soll er wie so oft recht behalten, denn als ehemalige Polizistin hatte sich Magdalena Ewers in letzter Zeit auch mit dem Verschwinden des Jungen befasst und sogar die alten Ermittlungsakten besorgt. Dabei war sie Lösung des Verschwindens von Tobias Diepenbrock vermutlich zu nahegekommen. Auch Stubbe folgt dieser Spur und stößt unweigerliche auf Diepenbrocks besten Freund Ingo Mertens. Als Arzt musste er auf seinen guten Ruf achten und als Ewers ihn für den Tod an Diepenbrocks Sohn verantwortliche machen wollte, hatte er sie zum Schweigen gebracht. Mertens hatte den Sohn seines besten Freundes aus Versehen überfahren und wollte sich das nicht eingestehen und auch seinem Freund nicht zumuten. Deshalb ließ er die Leiche verschwinden, nach der nun mit Spürhunden gesucht wird. Diepenbrock kann die Wahrheit nur schwer ertragen, ist aber dennoch beruhigt das die Ungewissheit ein Ende hat.

## Nebenhandlung
Wilfried Stubbe hat seit dem Tod seiner Frau Caroline, erstmals wieder eine Freundin. Seine Beziehung zu der Psychologin Claudia verschweigt er anfangs, weiht seine Familie am Ende dann doch ein.
Christiane Stubbe trifft zufällig ihren alten Freund Alex, der auf sie einen besorgniserregenden Eindruck macht. Sie versucht mit ihm zu reden und ihre Hilfe anzubieten, aber er ist derart abweisend, dass sie schwer an ihn herankommt. Ihre Hartnäckigkeit hat aber Erfolg und er spricht mit ihr über seine Probleme.

## Hintergrund
Der Film wurde in Hamburg und Umgebung gedreht und am 23. Dezember 2006 um 20:15 Uhr im ZDF erstausgestrahlt.

## Kritik
Alexandra Pezely von Quotenmeter.de wertete: „Schade, dass die Produzenten den Schwerpunkt nicht auf die Ermittlungen setzten,“ sondern auf übertrieben viel „Gefühlsdusselei“ und „Privatgeschichten.“ „Insgesamt schafft es diese Episode […] nicht wirklich als Thriller oder Krimi zu überzeugen. Wem ein gemütlicher Fernsehabend mit guter Schauspielleistung, netter Familienkomödie und wenig Spannung genügt, sollte sich durchaus selbst ein Bild vom neuen ZDF-Samstagskrimi machen.“
Bei Kino.de urteilte Tilmann P. Gangloff: „Auch wenn Autorin Astrid Ströher alles tut, um das Mordmotiv im Unklaren zu lassen: In diesem Film gibt es nur einen prominenten Gastdarsteller (Hans-Werner Meyer). Der spielt zwar eine vermeintliche Nebenrolle, doch es versteht sich von selbst, dass diese Figur viel tiefer in den Fall verstrickt ist, als es zunächst den Anschein hat.“
Für die Kritiker der Fernsehzeitschrift TV Spielfilm war Verhängnisvolle Freundschaft „ein hochemotionaler, recht flotter Fall, den Stubbe wie gewohnt mit Sympathie und dem nötigen Feingefühl klärt“ und fassten kurz zusammen: „Wie nett: Stubbes 30. Fall ist was fürs Herz“. Sie vergaben dem Film die bestmögliche Wertung (Daumen nach oben).